# Togóban történt légi közlekedési balesetek listája
A Togóban történt légi közlekedési balesetek listája mind a halálos áldozattal járó, mind pedig a kisebb balesetek, meghibásodások miatt történt, gyakran csak az adott légiforgalmi járművet érintő baleseteket is tartalmazza évenkénti bontásban.

## Togóban történt légi közlekedési balesetek

### 1974
- 1974. január 24., Sarakawa közelében. A Togoi Légierő Douglas C–47 Skytrain típusú teherszállító repülőgépe több politikussal a fedélzetén lezuhant. A gépen utazott Gnassingbé Eyadéma elnök is. A gépen utazók közül 3 utas és a francia pilóta vesztette életét, az elnök túlélte a balesetet.[1][2][3]
- 1974. december 26., Lomé nemzetközi repülőtere közelében. Lezuhant az elnök különgépe, egy Grumman Gulfstream II típusú, 5V-TAA lajstromjelű utasszállító repülőgép. A balesetben három fő életét vesztette, valamint 3 túlélő volt.[4]